# أبو القاسم بن محرز
أبو القاسم القيرواني (..- 450 هـ) (..- 1058 م) أبو القاسم بن محرز المقري، القيرواني فقيه من علماء شمال إفريقية.

## طلبه للعلم
تفقه بأبي بكر بن عبد الرحمن، وأبي عمران وأبي حفص، وكان فقيهاً نظاراً نبيلاً.

## مصنفاته
وله تصانيف حسنة منها تعليق على المدونة الكبرى سماه: التبصرة، والمقصد، والإيجاز.

## وفاته
توفي في نحو الخمسين وأربعمائة تعالى.